# Adolf Ury

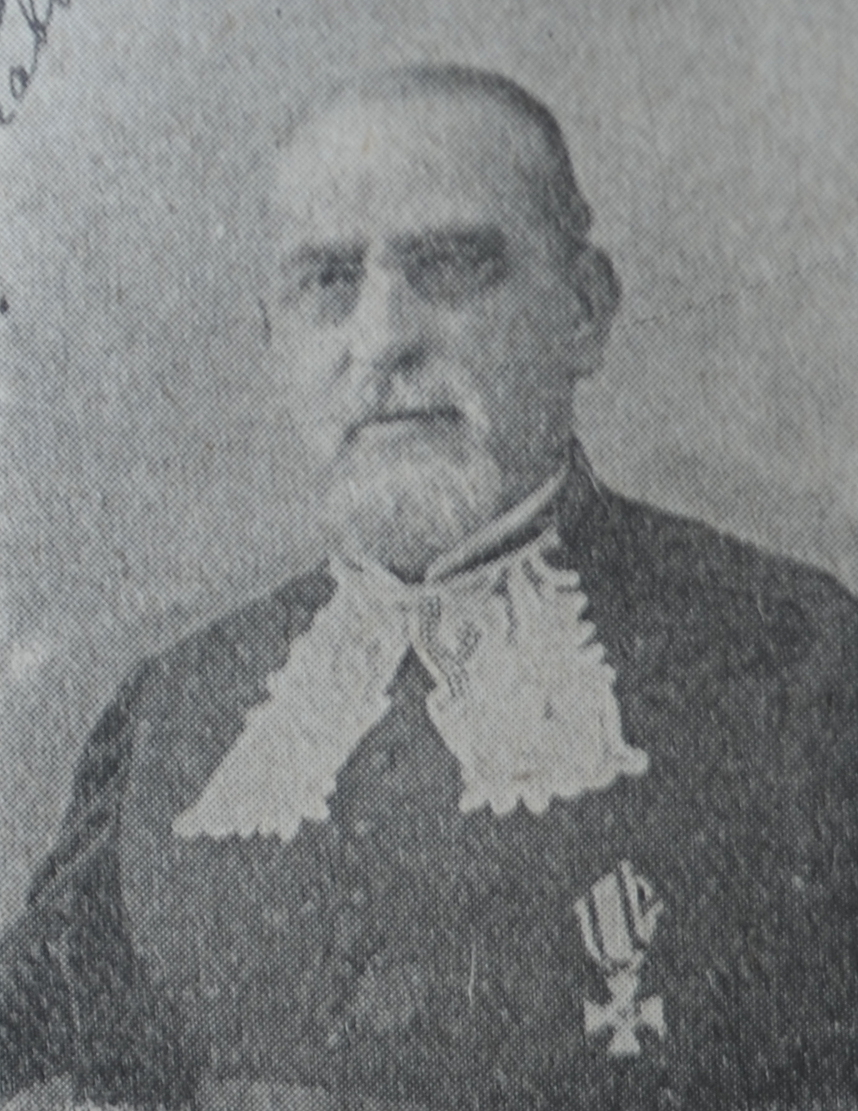
Adolf Ury, 1911

Adolf Ury (auch Simon-Adolphe Ury, Nachname auch Uhry) (geboren am 14. Juni 1849 in Niederbronn, Französische Republik; gestorben am 24. August 1915 in Straßburg, Deutsches Reich) war Oberrabbiner und Landtagsabgeordneter.

## Leben
Adolf Ury besuchte die Jüdische Gemeindeschule in Bischheim  das Gymnasium in Buchsweiler und anschließend das Lyceum in Straßburg. Von 1868 bis 1874 studierte er am Rabbinerseminar (École rabbinique) in Paris. Dort bestand er das Examen zweiten Grades mit einer Arbeit über die Gewerbe im antiken Judentum nach Bibel und Talmud.
1871 votierte er zunächst für die französische Staatsbürgerschaft, kehrte aber 1874/75 nach Lauterburg, Deutsches Kaiserreich, als Rabbiner zurück. Dort heiratete er Alice Auscher, die Tochter eines wohlhabenden Gemeindemitglieds.
1885 ging Ury als Nachfolger von Salomon Lévy als Rabbiner nach Brumath. Ab 1886 war er gleichzeitig Dozent für Exegese und jüdische Geschichte am Rabbinerseminar Straßburg. Von 1890/91 bis 1899 war er Oberrabbiner des Konsistoriums von Lothringen in Metz, ab Anfang 1900 Oberrabbiner des Konsistoriums des Unterelsass in Straßburg. Er war Vorsitzender einer Reihe von Wohltätigkeitsvereinen, so des Israelitischen Waisenhauses und des Israelitischen Krankenunterstützungsvereins.
Er wurde zum Mitglied der ersten Kammer des Landtags gewählt, der er von 1912 bis zu seinem Tode 1915 angehörte. Nachfolger im Landtag wurde Nathan Netter.
Adolf Urys Frau und sein Sohn starben zwei Jahre vor ihm. Er selbst starb nach vierwöchigem Krankenbett an Herzlähmung.

## Ehrungen
Adolf Ury wurde mit dem Roten Adlerorden 4. Klasse und dem Kronenorden 3. Klasse ausgezeichnet.

## Schriften
- Les Arts et les Métiers chez les Anciens Juifs selon la Bible et le Talmud. Dissertation, Paris.